# Геологія Австрії
Геоло́гія А́встрії
На території Австрії виділяються складчасті утворення Східних Альп, Передальпійський крайовий прогин, Чеський (Богемський) масив і западина Віденського басейну Східних Альп, що займають більшу частину країни.
Вапнякові Альпи складені в основному мезозойськими уламково-карбонатними осадовими породами, які нагромаджувалися на глибоко еродованій поверхні варисційських складчастих і малометаморфізованих товщ, включаючи залишки пермського чохла. Центральна частина Вапнякових Альп повністю зірвана зі своєї основи. На пісковиках тріасу залягає іноді дуже потужна карбонатна товща юри-крейди. Всі утворення деформовані в різні фази альпійського тектогенезу з виникненням покривних структур — масивних субгоризонтальних пластин, які насунені на флішеві та моласові товщі передгір'їв.
Гірські структури внутрішньої зони Східних Альп (Ретійські Альпи, Високий і Низький Тауерн, Штірійські Альпи та інші) складені древніми кристалічними сланцями і палеозойськими породами, які насунені на тріасово-юрські метаморфізовані блискучі сланці і лужні вулканіти пеннінської структурної зони, виявлені серед древніших порід у тектонічних вікнах Енгадіна і Високого Тауерна. По північному фронту Східних Альп простягається Передальпійський крайовий прогин, складений товщею олігоценових та міоценових уламкових відкладів, який виклинюється в східному напрямку між фронтом Альп і південним краєм Чеського масиву. На цю товщу насунені субальпійські моласові відклади, в основному огігоценові конґломерати, які утворюють великі лускаті структури з нахилом на південь. Субстрат моласи утворений кристалічними породами Чеського масиву з окремими, іноді досить великими ділянками мезозойського осадового чохла.
На півночі країни по лівобережжю Дунаю простягається південна частина Чеського масиву, складеного докембрійськими кристалічними сланцями і палеозойськими гранітами, яка південніше перекрита осадовими породами, що наповнюють Передальпійський крайовий прогин. Вздовж південного фронту Північних Вапнякових Альп, між Форарльберґом і Віденською западиною, на 500 км простягається ґрауваккова зона, утворена тектонічними пластинами древньої кристалічної основи, нижньопалеозойськими філітами, метаморфізованими сланцями палеозою і відкладеннями пермі.
Східну частину Австрії займає молода западина-ґрабен Віденського бас., утворення якої почалося в тортоні і продовжувалося до плейстоцену. Віденська западина неузгоджено накладена на розлом зони Альп і Карпат і виконана потужною (до 6 км) товщею піщано-глинистих порід неогену, під якою залягають палеогеновий та крейдяний фліш, дисоційовані карбонатні породи юрського та тріасового періодів та метаморфізовані породи палеозою.